# DDR (텔레비전 프로그램)
《DDR》은 2009년부터 2010년까지 미국에서 방송된 다이어트 서바이벌 프로그램이다. 춤 점수와 감량 수치를 측정하여 우승자를 선정한다.